# Livro das Lamentações

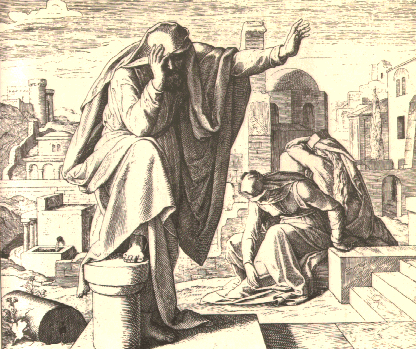
Xilografia de Lamentações de Jeremias (1860), por Julius Schnorr von Carolsfeld.

O Livro das Lamentações, ou איכה (ʾêkāh) cuja tradução literal é "Oh! Como!" em hebraico, é um conjunto de cinco poemas, em estilo elegíaco, provavelmente escritos após a queda e destruição de Jerusalém por Nabucodonosor II nos anos 587-586 a.C. O livro faz parte da subdivisão da Bíblia chamada de Profetas Maiores, na Bíblia vem depois do Livro de Baruque e antes do Livro de Ezequiel ou depois do Livro de Jeremias nas Bíblias utilizadas das igrejas protestantes.
No livro o autor se lamenta acerca da situação miserável e humilhante em que se encontra o povo e as instituições de Israel, em decorrência do mau proceder do povo e da sua infidelidade à Aliança. À luz da teologia pode ser interpretado como um castigo e um tempo de purificação, e a esperança de que Deus olhará com clemência para o povo, consoante fim da quinta Lamentação.
As Lamentações são usadas na Liturgia da Igreja Católica por ocasião da Semana Santa, para lembrar o sofrimento de Jesus. A tradição popular conservou, durante a procissão da Sexta-feira Santa, no canto de Verônica, em que Verônica canta um trecho das Lamentações, posto na boca de Jesus: "Vocês todos que passam pelo caminho, olhem e prestem atenção: haverá dor semelhante à minha dor?" (1,12).
Os judeus recitam o livro no grande jejum que lembra a destruição do Templo de Jerusalém, no dia 9 do quinto mês do Calendário judaico (ab).

## Estilo Literário

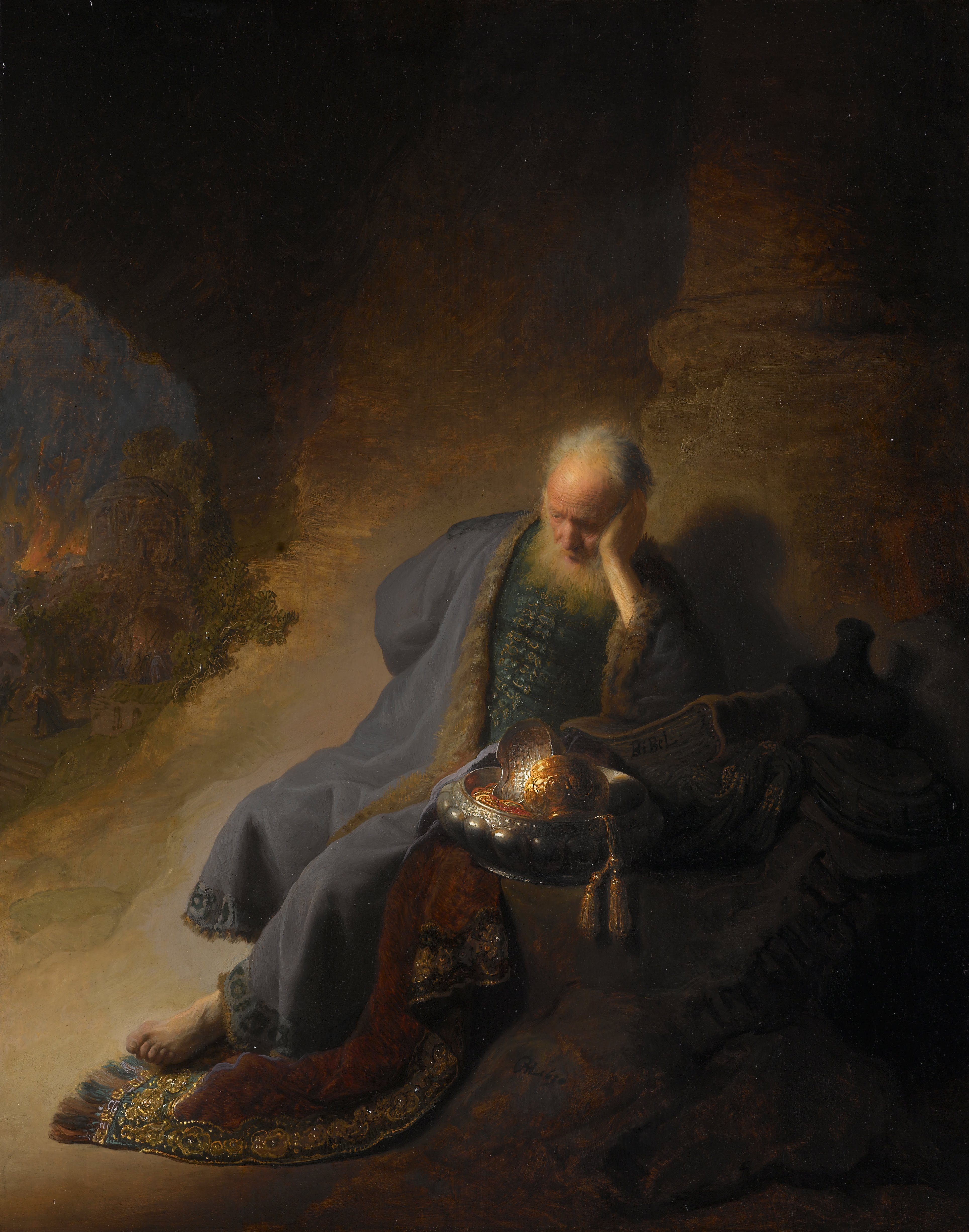
Jeremias lamenta a destruição de Jerusalém. Rembrandt, Óleo sobre madeira, 1630.

Os caps. 1, 2 e 4 são cantos fúnebres, semelhantes a 2Sm 1,17ss, o cap. 3 é uma lamentação individual e o cap. 5 é uma lamentação coletiva, também conhecida como Oração de Jeremias.
Os quatro primeiros poemas empregam o artifício poético do acróstico alfabético, ou seja, as primeiras letras dos 22 versículos correspondem às 22 letras do alfabeto hebraico colocadas em ordem, havendo uma pequena diferença na ordem do alfabeto observada no primeiro capítulo e a ordem observada nos três capítulos seguintes. O quinto poema mantém o número de 22 versículos, mas não emprega o recurso do acróstico. Merece destaque o fato de que no terceiro poema, o alfabetismo é tríplice, ou seja, a letra correspondente a cada verso é empregada no início das três primeiras palavras de cada verso.

## Autoria
A atribuição da autoria à Jeremias é questionada, pois há diferença de ideias entre Jeremias e as Lamentações (cf. Jer 37,7 e Lam 4,17; o julgamento de Jeremias sobre Sedecias, Jr 24,8 x Lam 4,20), não é crível ele ter dito que a inspiração profética tinha se esgotado (2,9), nem esperar auxílio do Egito (4,17 x Jr 37,5-7), nem apoiar a doutrina da dívida pelos pecados dos pais (5,7 x Jr 31,29-30; 5,6 x Jr 2,18) além disso seu gênio espontâneo é incompatível com o estilo erudito dos poemas que estão no Livro das Lamentações, havendo até quem sustente que foram escritas por adversários de Jeremias. O mais provável é que tenha sido escrito por um de seus discípulos.